# 1926 v hudbě
Tento článek obsahuje události související s hudbou, které proběhly v roce 1926.

## Narození
- 3. ledna – George Martin, britský hudební producent
- 12. ledna – Morton Feldman, americký hudební skladatel († 3. září 1987)
- 6. března – Miroslav Klega, český hudební skladatel a pedagog († 25. června 1993)
- 24. dubna – Jiří Kosina, český hudební skladatel a sbormistr († 5. července 2000)
- 14. května – Čestmír Gregor, český hudební skladatel, teoretik a publicista († 2. března 2011)
- 26. května – Miles Davis, americký jazzový trumpetista a hudební skladatel († 28. září 1991)
- 3. srpna – Tony Bennett, americký zpěvák († 21. července 2023)
- 23. září – John Coltrane, americký jazzový saxofonista († 17. července 1967)
- 7. října – Ivan Jirko, český hudební skladatel a kritik († 20. srpna 1978)
- 13. října – Ray Brown, americký kontrabasista († 2. července 2002)
- 18. října – Chuck Berry, americký zpěvák a kytarista
- 10. listopadu – Jeroným Zajíček, český hudební skladatel, vědec a pedagog († 5. října 2007)
- 11. prosince – Big Mama Thornton, americká zpěvačka († 25. července 1984)
- 30. prosince – Stan Tracey, britský jazzový klavírista[1]

## Úmrtí
- 6. ledna – Émile Paladilhe, francouzský hudební skladatel (* 3. června 1844)
- 31. ledna – Arthur Ivan Allin, dánský houslista, varhaník, dirigent a hudební skladatel (* 3. prosince 1847)
- 28. února – Jan Pehel, český varhaník a hudební skladatel (* 16. května 1852)
- 26. března – Franz Kneisel, americký houslista (* 26. ledna 1865)
- 19. května – Antonín Bennewitz, český houslista, dirigent a hudební pedagog (* 26. března 1833)
- 11. června – Josef Drahlovský, český hudební skladatel (* 13. prosince 1847)